# ناشد (اسم)
ناشد هو اسم علم مذكر من أصل عربي، ومعناه هو الطالب الراغب المتمنيمن الفعل نشد نادى س الطلب، والناشد الباحث عن الضالة المستحلف.

## وصلات خارجية
- موسوعة السلطان قابوس لأسماء العرب